# Gakushūin-Universität

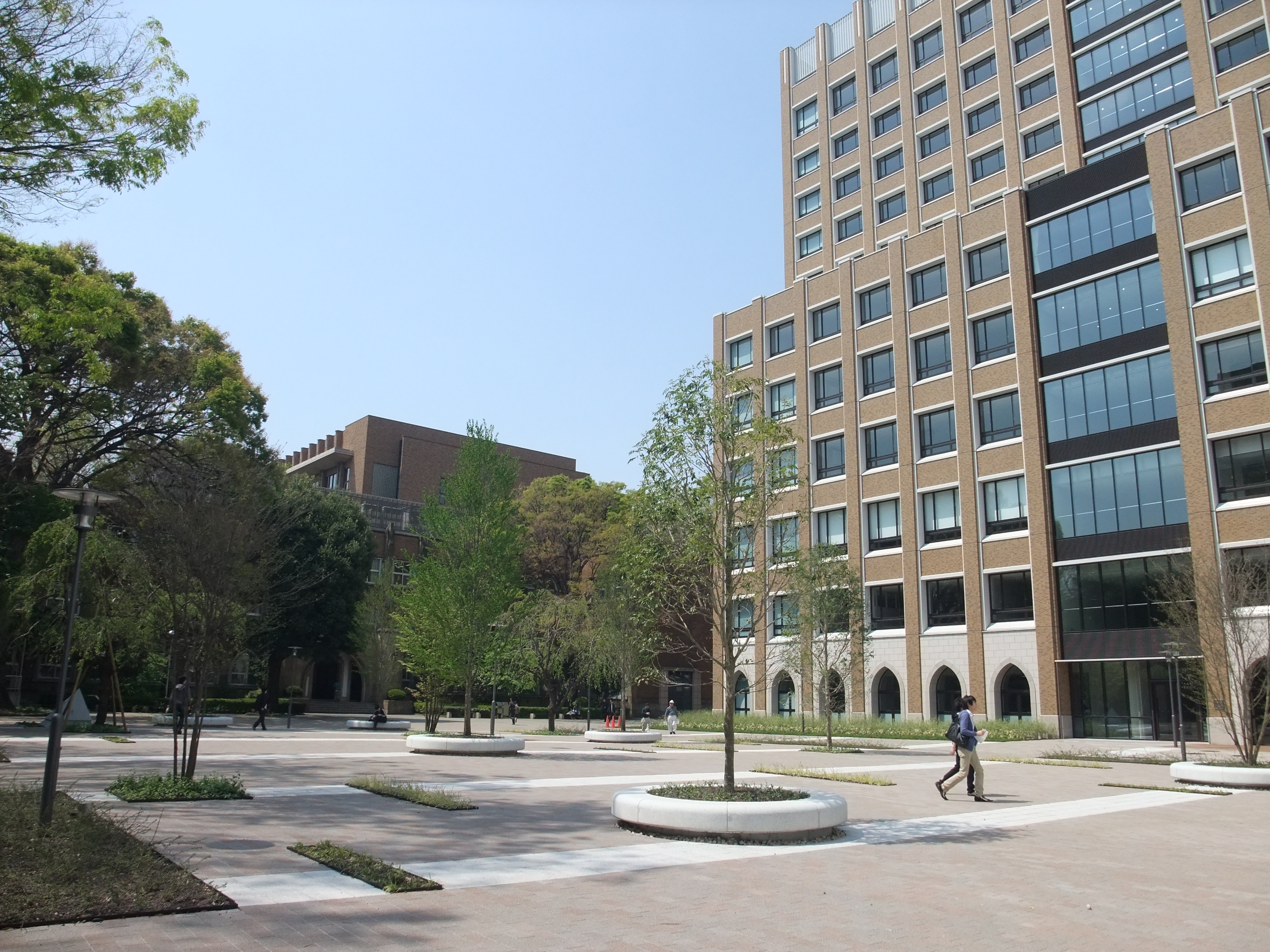
Das „Zentrum für Bildungsforschung“ (中央教育研究棟)

Die Gakushūin-Universität (jap. 学習院大学, Gakushūin Daigaku) ist eine Universität in Toshima, Tokio, die nach dem Zweiten Weltkrieg als Teil der Gakushūin-Schulgesellschaft errichtet wurde.
Die Privatuniversität hat Vorläufer in einem Kaiserlichen Institut, das 1884 während der Meiji-Zeit als Teil der Gakushūin gegründet worden war. Die Gakushūin war ursprünglich eine Bildungseinrichtung für den japanischen Adel und wurde 1947 privatisiert. Auch heute noch wird die Gakushūin-Universität oft als elitär betrachtet, da viele Studenten aus einflussreichen Zaibatsu- oder ehemaligen Adelsfamilien stammen, vor allem aber aufgrund der traditionellen Nähe zum Kaiserhaus.
1950 wurde eine Abteilung für Frauen gegründet. Diese wurde 1953 als eigenständige Frauenuniversität, die Gakushūin Joshi Daigaku, ausgegliedert.

## Fakultäten
- Rechtswissenschaften
- Wirtschaftswissenschaften
- Geisteswissenschaften
- Naturwissenschaften

## Bekannte Absolventen
- Kaiserhaus:
  - Hirohito (1901–1989), 124. Kaiser Japans
  - Akihito (* 1933), 125. Kaiser Japans
  - Hitachi (* 1935), Bruder von Kaiser Akihito
  - Tomohito von Mikasa (1946–2012), Cousin von Kaiser Akihito
  - Takamado (1954–2002), Cousin von Kaiser Akihito
  - Naruhito (* 1960), 126. Kaiser Japans
  - Akishino (* 1965), Sohn von Kaiser Akihito
  - Kiko (* 1966), Schwiegertochter von Kaiser Akihito
  - Sayako Kuroda (* 1969), Tochter von Kaiser Akihito
- Mushanokōji Saneatsu (1885–1976), Schriftsteller
- Yukio Mishima (1925–1970), Schriftsteller
- Yoko Ono (* 1933), Künstlerin
- Hisaoki Kamei (* 1939), Politiker
- Tarō Asō (* 1940), ehem. Premierminister
- Hayao Miyazaki (* 1941), Filmregisseur
- Yoshiki Tanaka (* 1952), Schriftsteller
- Toshiyuki Hosokawa (1940–2011), Schauspieler